# Festival du film de Sundance 2016
Le festival du film de Sundance 2016, 32e édition du festival (32nd Sundance Film Festival) organisé par le Sundance Institute, s'est déroulé du 21 au 31 janvier 2016.

## Jurys

### Jury duprix Alfred P. Sloan
- Kerry Bishé
- Mike Cahill
- Shane Carruth
- Clifford Johnson
- Ting Wu

### US Documentary Competition Jury
- Simon Kilmurry
- Jill Lepore
- Shola Lynch
- Louie Psihoyos
- Amy Ziering

### US Dramatic Competition Jury
- Lena Dunham
- Jon Hamm
- Avy Kaufman
- Randall Poster
- Franklin Leonard

### World Cinema Documentary Competition Jury
- Mila Aung-Thwin
- Tine Fischer
- Asif Kapadia

### World Cinema Dramatic Competition Jury
- Mark Adams
- Fernanda Solorzano
- Apichatpong Weerasethakul

### Shorts Competition Jury
- Keegan-Michael Key
- Gina Kwon
- Amy Nicholson

## Sélection
Note : les titres indiqués ci-dessous sont ceux du site officiel du festival. Il peut s'agir du titre définitif, anglophone ou international.

### En compétition

#### US Documentary Competition
1. Audrie and Daisy de Bonni Cohen et Jon Shenk
2. Author: The JT LeRoy Story de Jeff Feuerzeig
3. The Bad Kids de Keith Fulton et Lou Pepe
4. Gleason (en) de Clay Tweel
5. Holy Hell de 	Will Allen
6. How to Let Go of the World (and Love All the Things Climate Can't Change) de Josh Fox
7. Jim de Brian Oakes
8. Kate Plays Christine de Robert Greene
9. Kiki (en) de Sara Jordenö (coproduction suédoise)
10. Life, Animated de Roger Ross Williams
11. Newtown de Kim A. Snyder
12. NUTS! de Penny Lane
13. Suited de Jason Benjamin
14. Trapped de Dawn Porter
15. Uncle Howard de Aaron Brookner (coproduction britannique)
16. Weiner de Josh Kriegman et Elyse Steinberg[1]

#### US Dramatic Competition
- As You Are de Miles Joris-Peyrafitte
- The Birth of a Nation de Nate Parker
- Christine d'Antonio Campos
- Equity (en) de Meera Menon
- First Date (Southside With You) de Richard Tanne
- The Free World (en) de Jason Lew
- Goat d'Andrew Neel
- The Intervention de Clea DuVall
- Joshy (en) de Jeff Baena
- Lovesong de So Yong Kim
- Morris from America de Chad Hartigan (avec l'Allemagne)
- Other People de Chris Kelly (en)
- Spa Night (en) d'Andrew Ahn
- Swiss Army Man de Daniel Scheinert et Daniel Kwan
- Tallulah de Sian Heder
- White Girl d'Elizabeth Wood[2]

#### World Cinema Documentary Competition
1. All These Sleepless Nights (Wszystkie nieprzespane noce) de Michał Marczak (pl) ( Pologne)
2. A Flag Without a Country de Bahman Ghobadi ( Irak)
3. Hooligan Sparrow de Nanfu Wang ( Chine  États-Unis)
4. The Land of the Enlightened de Pieter-Jan De Pue (en) ( Belgique)
5. The Lovers and the Despot de Robert Cannan et Ross Adam ( Royaume-Uni)
6. Plaza de la Soledad de Maya Goded (es) ( Mexique)
7. The Settlers de Shimon Dotan ( France  Canada  Israël  Allemagne)
8. Sky Ladder: The Art of Cai Guo-Qiang de Kevin Macdonald ( États-Unis)
9. Sonita de Rokhsareh Ghaem Maghami ( Allemagne  Iran  Suisse)
10. We Are X de Stephen Kijak ( Royaume-Uni  États-Unis  Japon)
11. When Two Worlds Collide de Heidi Brandenburg et Mathew Orzel ( Pérou)
12. Tickled de Dylan Reeve et David Farrier ( Nouvelle-Zélande)[3].

#### World Cinema Dramatic Competition
1. Belgica de Felix Van Groeningen  Belgique  France  Pays-Bas
2. Between Sea and Land de Carlos del Castillo  Colombie
3. Brahman Naman de Qaushiq Mukherjee  Royaume-Uni  Inde
4. A Good Wife (Dobra zena) de Qaushiq Mukherjee  Serbie  Bosnie-Herzégovine  Croatie
5. Halal Love d'Assad Fouladkar  Liban  Allemagne  Émirats arabes unis
6. The Lure (Córki dancingu) d'Agnieszka Smoczyńska  Pologne
7. Pleasure. Love. de Yao Huang  Chine
8. Mammal (en) de Rebecca Daly  Irlande  Luxembourg  Pays-Bas
9. Mi amiga del parque d'Ana Katz  Argentine  Uruguay
10. Aquí no ha pasado nada (Tout va bien) d'Alejandro Fernández Almendras  Chili
11. Sand Storm (Sufat Chol) d'Elite Zexer  Israël
12. Wild de Nicolette Krebitz  Allemagne[4]

#### Shorts Competition
Shorts Competition

### Hors compétition

#### Premières
1. Ali and Nino d'Asif Kapadia ( Royaume-Uni)
2. Captain Fantastic de Matt Ross ( États-Unis)
3. Certaines Femmes (Certain Women) de Kelly Reichardt ( États-Unis  Pologne)
4. Identities (Complete Unknown) de Joshua Marston ( États-Unis)
5. Frank et Lola (Frank and Lola) de Matthew Ross (en) ( États-Unis)
6. The Fundamentals of Caring de Rob Burnett ( États-Unis)
7. La Famille Hollar (The Hollars) de John Krasinski ( États-Unis)
8. Hunt for the Wilderpeople de Taika Waititi ( Nouvelle-Zélande)
9. Indignation de James Schamus ( États-Unis)
10. Les Innocentes (Agnus Dei) d'Anne Fontaine ( France)
11. Brooklyn Village (Little Men) d'Ira Sachs ( États-Unis)
12. Love and Friendship de Whit Stillman ( Irlande)
13. Manchester by the Sea de Kenneth Lonergan ( États-Unis)
14. Mr. Pig (en) de Diego Luna ( Mexique)
15. Sing Street de John Carney ( Irlande  France  Pays-Bas)
16. Sophie and the Rising Sun (en) de Maggie Greenwald ( États-Unis)
17. Wiener-Dog de Todd Solondz ( États-Unis)[6]

#### Documentary Premières
1. Eat That Question: Frank Zappa in His Own Words de Thorsten Schütte ( France  Allemagne)
2. Film Hawk de JJ Garvine et Tai Parquet ( États-Unis)
3. Lo and Behold, Reveries of the Connected World de Werner Herzog ( États-Unis)
4. Mapplethorpe: Look at the Pictures de Fenton Bailey et Randy Barbato ( États-Unis)
5. Maya Angelou and Still I Rise de Bob Hercules et Rita Coburn Whack ( États-Unis)
6. Michael Jackson's Journey from Motown to Off the Wall de Spike Lee ( États-Unis)
7. Norman Lear: Just Another Version of You de Heidi Ewing et Rachel Grady (en) ( États-Unis)
8. Nothing Left Unsaid: Gloria Vanderbilt and Anderson Cooper de Liz Garbus ( États-Unis)
9. Resilience de James Redford ( États-Unis)
10. Richard Linklater: Dream Is Destiny de Louis Black (en) et Karen Bernstein ( États-Unis)
11. Under the Gun de Stephanie Soechtig ( États-Unis)
12. Unlocking the Cage (en) de Chris Hegedus et Donn Alan Pennebaker ( États-Unis)[7]

#### Spotlight
- Land of Mine de Martin Zandvliet  Danemark[8]

## Palmarès

### Longs métrages
| Prix                         | Prix              | Attribué à                  | Pays                     |
| ---------------------------- | ----------------- | --------------------------- | ------------------------ |
| Grand prix du jury           | U.S. Documentary  | Weiner (en)                 | États-Unis               |
| Grand prix du jury           | US Dramatic       | The Birth of a Nation       | États-Unis               |
| Grand prix du jury           | World Documentary | Sonita                      | Allemagne- Iran- Suisse  |
| Grand prix du jury           | World Dramatic    | Tempête de sable            | Israël                   |
| Prix du public               | US Documentary    | Jim: The James Foley Story  | États-Unis               |
| Prix du public               | US Dramatic       | The Birth of a Nation       | États-Unis               |
| Prix du public               | World Documentary | Sonita                      | Allemagne- Iran- Suisse  |
| Prix du public               | World Dramatic    | Between Sea and Land        | Colombie                 |
| Best of NEXT                 | Best of NEXT      | First Girl I Loved          | États-Unis               |
| Prix de la mise en scène     | US Documentary    | Life, Animated              | États-Unis               |
| Prix de la mise en scène     | US Dramatic       | Swiss Army Man              | États-Unis               |
| Prix de la mise en scène     | World Documentary | Wszystkie nieprzespane noce | Pologne                  |
| Prix de la mise en scène     | World Dramatic    | Belgica                     | Belgique France Pays-Bas |
| Prix du scénario             | US Dramatic       |                             |                          |
| Prix du scénario             | World Dramatic    |                             |                          |
| Prix de la photographie      | US Documentary    |                             |                          |
| Prix de la photographie      | US Dramatic       |                             |                          |
| Prix de la photographie      | World Documentary |                             |                          |
| Prix de la photographie      | World Dramatic    |                             |                          |
| Prix du montage documentaire | US Documentary    |                             |                          |
| Prix du montage documentaire | World Documentary |                             |                          |
| Prix spéciaux                |                   |                             |                          |

### Courts métrages
| Prix               | Prix                    | Attribué à                    | Pays       |
| ------------------ | ----------------------- | ----------------------------- | ---------- |
| Grand prix du jury | Grand prix du jury      | Thunder Road de Jim Cummings  | États-Unis |
| Prix du public     |                         |                               |            |
| Prix du jury       | U.S. Narrative          |                               |            |
| Prix du jury       | International Narrative | Maman(s) de Maïmouna Doucouré | France     |
| Prix du jury       | Documentary             | Edmond de Nina Gantz          |            |
| Prix du jury       | Animation               |                               |            |
| Prix spéciaux      |                         |                               |            |

### Autres prix
| Prix                                                 | Attribué à                            | Pays                         |
| ---------------------------------------------------- | ------------------------------------- | ---------------------------- |
| Alfred P. Sloan Feature Film Prize                   | Embrace of the Serpent de Ciro Guerra | Colombie Argentine Venezuela |
| Sundance/NHK International Filmmaker Award           |                                       |                              |
| Sundance Institute/Mahindra Global Filmmaking Awards |                                       |                              |